# Bautismo del creyente
Un bautismo del creyente es un rito cristiano de bautismo en la doctrina de la Iglesia de creyentes. Se refiere a una experiencia de renovación espiritual, en la que un creyente, después de un nuevo nacimiento, decide ser bautizado en agua después de una profesión de fe. Es un punto central del cristianismo evangélico y una de sus principales marcas distintivas.

## Origen

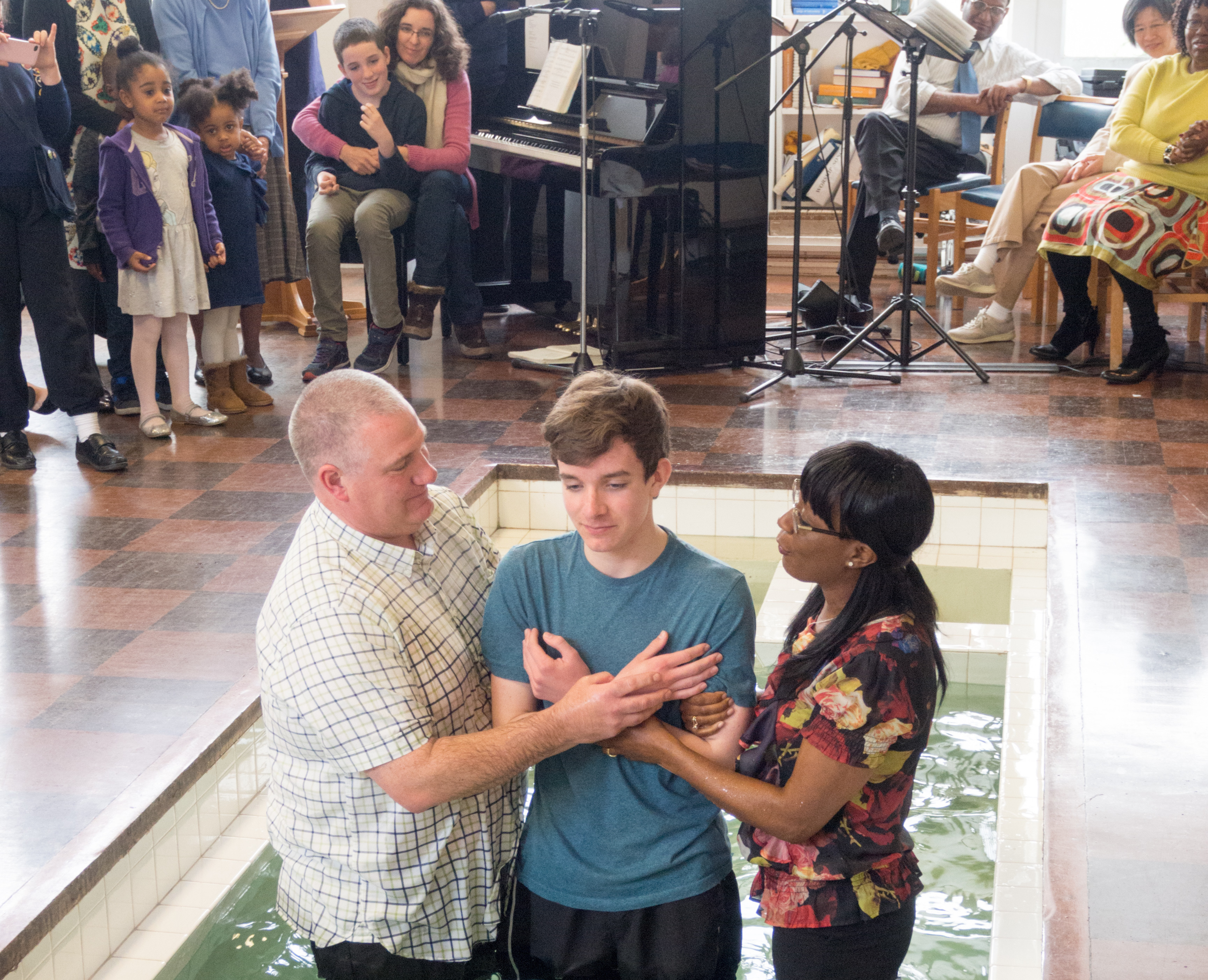
Bautismo del creyente por inmersión en la Northolt Park Baptist Church, en Gran Londres, Unión Bautista de Gran Bretaña, 2015.

El bautismo del creyente se basa en la enseñanza de Jesucristo que invitó a hacer discípulos en todas las naciones y a bautizarlos en el nombre del Padre, del Hijo y del Espíritu Santo. Según los evangélicos, es natural seguir el orden; bautizar a alguien que haya sido discípulo anteriormente, lo cual no es posible con un bebé o un niño.

## Historia
Los defensores del bautismo infantil intentaron volver sobre la práctica en la era del Nuevo Testamento, pero en general, no existe evidencia inequívoca de práctica antes del siglo II. El libro de texto más antiguo de la disciplina de la iglesia, Didaché, considera el bautismo de adultos. Los defensores del bautismo del creyente sostienen que los registros no bíblicos no tienen autoridad, y que no existe evidencia en la Biblia o en la literatura cristiana primitiva, lo que demuestra que el bautismo infantil no fue practicado por los apóstoles en el primer siglo.

## Reforma

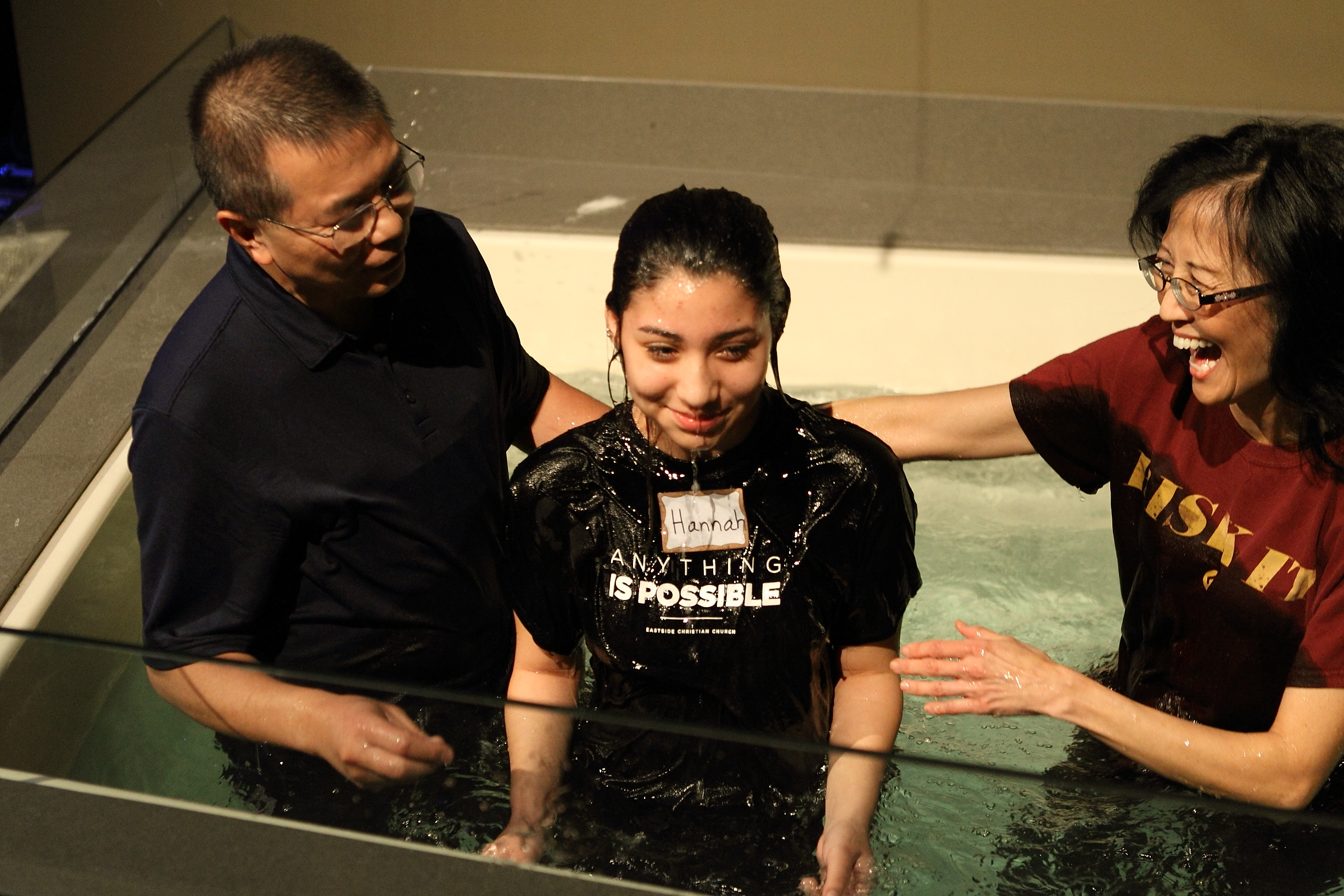
Bautismo del creyente por inmersión en la Eastside Christian Church, Anaheim, Estados Unidos, 2018

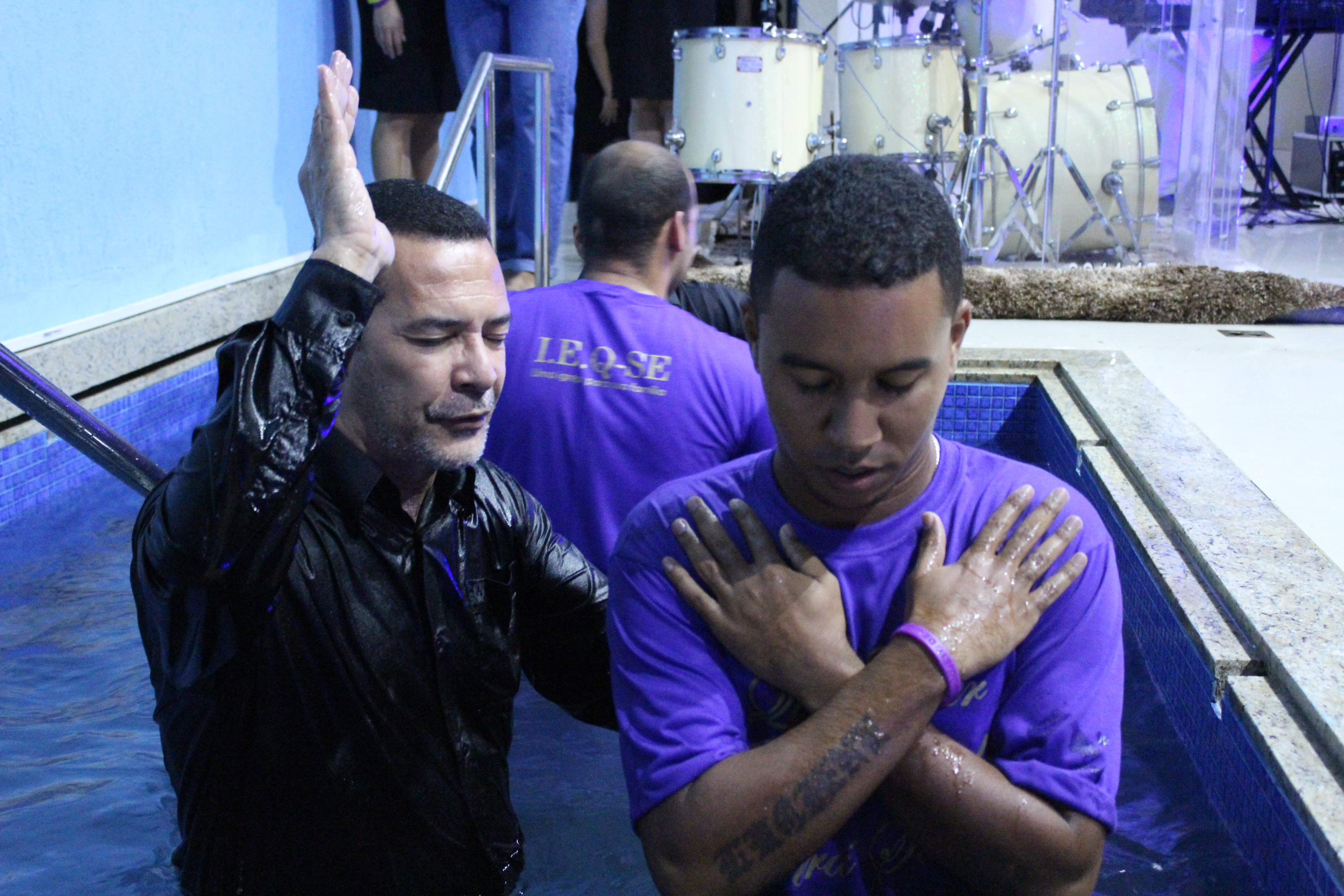
Bautismo del creyente por inmersión en la Iglesia Cuadrangular en Aracaju, Brasil, 2015

En el siglo XVI,  movimiento anabaptista es considerado como el origen del regreso del bautismo del creyente. La Confesión de Schleitheim publicada en 1527 por los hermanos suizos, un grupo de  Anabaptistas, de los cuales Michael Sattler a Schleitheim es una publicación que difunde esta doctrina. En esta confesión, el bautismo del creyente se coloca como un fundamento teológico esencial de la doctrina de la Iglesia de creyentes. En 1609, el movimiento bautista  hará lo mismo.
El movimiento pentecostal en 1906 y el movimiento carismático en 1960 también aplicaron el bautismo del creyente. Esta práctica se ha convertido en uno de los principales signos de reconocimiento de una iglesia evangélica. Las denominaciones evangélicas que se adhieren a la doctrina de la Iglesia de creyentes, practican el bautismo de los creyentes, por inmersión en agua, después del nuevo nacimiento y una profesión de fe.